# SK인텔릭스

SK인텔릭스는 SK그룹 계열의 회사이다. 이전 사명은 SK매직이었고, 2025년 7월 10일 SK매직에서 SK인텔릭스로 사명을 변경하였다.
기존 환경가전에 국한된 SK매직의 브랜드 이미지를 넘어, 웰니스 로보틱스 나무엑스의 혁신성과 미래지향적인 브랜드 가치를 함께 포괄하기 위해 새로운 통합 브랜드 체계를 마련하였는데, 이는 모회사인 SK네트웍스의 AI중심 사업 Portfolio 재편과 발맞춘 행보이며, 모회사의 글로벌 투자 네트워크를 통해 세계 AI 선도 기술 보유 기업과 협력도 적극 추진하기 위함이다.
SK인텔릭스는 AI의 핵심가치인 Smartness를 상징하는 'Intelligent(인텔리전트)'와 고객 웰니스 경험의 지속 혁신을 의미하는 알파벳 'X(엑스)'를 결합해 탄생한 이름으로, AI기술 기반의 오픈 생태계 구축을 통해 고객의 웰니스 파트너로서 지속적인 혁신을 실현하겠다는 의지를 담고 있다.
SK인텔릭스에는 SK매직과 나무엑스 브랜드가 소속되어 있으며, 이번 사명 변경을 계기로 각 브랜드의 정체성과 역할을 보다 명확히 하고, 고객 웰니스 경험 / AI 기반 맞춤형 기술 / 오픈 생태계 구축 등 핵심 가치를 중심으로 비즈니스를 고도화해 나갈 계획이다.
헬스 플랫폼 브랜드 SK매직은 Health Water 등 신규 혁신 제품 카테고리를 창출해 신뢰받는 헬스 사업 브랜드로 성장해 나갈 계획이며, 웰니스 로보틱스 브랜드 나무엑스는 오픈 생태계 구축과 지속적인 기능 확장 등을 통해 웰니스 혁신을 이끄는 로보틱스 전문 브랜드로 자리매김할 예정이다.

## 역사
- 1985년 : 동양시멘트 기계사업부 출범
- 1986년 : 국내 최초 가스오븐레인지 개발
- 1988년 : 국내 최초 3구 버너 가스레인지 개발
- 1992년 : 동양산업기계(주)로 상호 변경
- 1993년 : 국내 최초 3구 그릴 가스레인지 개발
- 1993년 : 국내 최초 식기세척기 개발
- 1998년 : 상하단 분리 세척 기능 식기세척기 개발
- 1999년 : 동양매직, 동양산업기계 합병, 동양매직(주)로 상호 변경
- 1999년 : 가스레인지 오븐그릴 출시, 김치냉장고 출시
- 2002년 : 세계 최초 디지털 가스오븐레인지 ‘아델리아’ 출시
- 2004년 : 6인용 식기세척기 ‘클림’ 출시
- 2004년 : 국내 최초 연속 온수 비데 'Salus' 출시
- 2010년 : 매직산업(주) 흡수 합병
- 2013년 5월: 물적 분할로 (주)동양매직 신설법인으로 재출범
- 2014년 : 국내 최초 가스레인지와 인덕션 결합 ‘가스 하이브리드 레인지’ 출시
- 2015년 : ‘자동 문열림’ 식기세척기 출시
- 2016년 : SK네트웍스에 인수 합병
- 2017년 : SK매직(주)으로 공식 출범
- 2018년 : 말레이시아 판매 법인 설립
- 2018년 : 국내 최초 직수형 얼음정수기 '올인원 직수 얼음정수기' 출시
- 2019년 : 먹는물 수질검사 공인기관 취득
- 2020년 : 매출액 1조 돌파
- 2020년 : 세계 3대 디자인 어워드, IDEA 금상(GOLD) 수상 - 트리플케어 식기세척기
- 2023년 : 국내 최초, 원코크 얼음물 정수기 출시
- 2024년 : 초소형 직수 정수기, '24년형 원코크 얼음물 정수기 출시
- 2024년 : 주방가전부문은 경동나비엔으로 양도
- 2025년 7월: SK매직에서 SK인텔릭스로 사명 변경

## 같이 보기
- SK그룹
- 생활가전
- 가전
- 전자
- 렌털
- 제조
- 기계